# 마고메트 오즈도예프
마고메트 무스타파예비치 오즈도예프(러시아어: Магоме́д Мустафа́евич Оздо́ев, 1992년 11월 5일~)는 러시아의 축구  선수로 포지션은 중앙 미드필더이다. 현재 그리스 수페르리가 엘라다의 팀인 PAOK FC 소속으로 활동하고 있다.
국제 경기에서는 러시아 축구 국가대표팀의 일원으로 뛰었으며 2014년에 성인 대표팀 선수가 되기 전까지 연령별 러시아 국가대표팀을 거쳤다. 2021년에 UEFA 유로 2020에 러시아 대표팀 선수로 참가했다.

## 어린 시절
1992년 체첸 공화국의 수도 그로즈니에서 인구시인 이주자의 아들로 태어났다. 할아버지인 무라트는 제2차 세계 대전 당시 동부 전선에 붉은 군대 소속으로 참전하여 소비에트 연방 영웅 칭호를 받았다.
1994년 제1차 체첸 전쟁이 발발하자 가족들과 함께 체첸을 떠나 인구시 공화국으로 이주했으며 그 곳에서 축구를 시작했다.

## 개인사
타타르인 혈통 모델인 마르가리타 무슬리모바와 결혼했으며 2015년에 아들인 티무르가 태어났고 2018년에 딸인 아이샤가 태어났다.